# Castillo de Rhuddlan
El castillo de Rhuddlan (en galés: Castell Rhuddlan) es un castillo situado en la ciudad de Rhuddlan, en el condado de Denbigshire, en Gales. Fue levantado por el rey Eduardo I en 1277 tras la Primera Guerra de Gales.

## Construcción
El castillo de Rhuddlan fue ideado como un castillo concéntrico. Tiene un diseño único en forma de diamante, con las puertas de entrada en las esquinas de las murallas en vez de estar en medio de estas como pasa en los castillos de Flint, Harlech, o Beaumaris.
En patio interior tiene muros defensivos con puertas con doble torreón. El patio exterior está rodeado por una muralla que tiene torres más pequeñas y torretas. El castillo también tiene un foso seco para mejorar la defensa de la zona interior. Dentro del patio interior había un gran salón, cocinas y los aposentos privados, así como una capilla. En el patio exterior estaban el granero, los establos y una herrería.
La mayor parte del proyecto fue supervisado por el maestro cantero Jacobo de St George. El castillo de Rhuddlan, que no fue acabado hasta 1282, fue construido a la vez que el castillo de Flint.
El castillo está al lado del río Clwyd. Durante la larga construcción del castillo el curso del río fue enderezado y dragado para permitir a los barcos navegar tierra adentro por un canal artificial. Su propósito era permitir que pudiesen llegar provisiones y tropas al castillo incluso durante un asedio.

## Historia
La historia de Rhuddlan va mucho más atrás que la fortaleza construida por Eduardo I. Anteriormente a la ocupación normanda del bajo Gwynedd, Rhuddlan era el corazón de un ‘’cantref’’ (comarca) galés. Desde aquí los Señores de Rhuddlan administraba las Tierras del Noreste de Gales a favor de Gruffydd ap Llywelvn el último gobernante de toda Gales.
Pero a finales del siglo XI, los normandos invadieron Gwynedd. En Rhuddlan se libró una batalla entre los Príncipes de Gwynedd y los condes de Chester. Los restos del castillo normando de Twthill, construido en 1086, están al sur del actual castillo.
En julio de 1277, tras el estallido de las Guerras de Gales, Eduardo I dejó Chester y estableció una base avanzada en Flint, donde comenzaron inmediatamente los trabajos de construcción del castillo. Con la ayuda de 25 barcos de la flota de los Cinco Puertos, el ejército avanzó por la costa. Para el mes de agosto Eduardo I trasladó a sus fuerzas a Rhuddlan. Tres meses después este territorio fue cedido a la Corona inglesa por el Tratado de Aberconwy entre Llywelyn II de Gwynedd y Eduardo I.
Los trabajos de construcción del castillo de Rhuddlan comenzaron bajo la dirección del maestro Bertram, un ingeniero gascón, pero la dirección pasó pronto a manos del maestro cantero de Saboya, Jacobo de St George quien permaneció en el cargo hasta que terminó la construcción en 1282. Eduardo I también creó un nuevo burgo al norte del castillo, lejos del antiguo pueblo normando y del monasterio dominico. El diseño del siglo XIII todavía puede verse en el pueblo actual.
Isabel, la octava hija de Eduardo I, nación en Rhuddlan en 1282, mismo año en el que terminó la construcción del castillo. Dos años después, tras la derrota de Llewellyn el Último, se firmó en el castillo el Estatuto de Rhuddland. En este estatuto se cedían todas las tierras de los Príncipes de Gales a la Corona inglesa y se adoptó el Derecho de Inglaterra. Esto significaba que Eduardo I podría nombrar oficiales reales como sheriffs, condestables y bailíos para recaudar impuestos y velar por el cumplimiento de la ley por todo Gales. El Estatuto de Rhuddlan estuvo vigente hasta 1536.
En 1294 el castillo fue atacado durante el alzamiento de  Madog de Llywelyn, pero no fue tomado. En 140 fue otra vez atacado por las fuerzas de Owain Glyndwr; en esta ocasión el pueblo fue seriamente dañado pero el castillo aguantó. A finales del siglo XV y durante el siglo XVI el castillo se fue deteriorando poco a poco y su importancia disminuyó.
Sin embargo el castillo de Rhuddlan fue utilizado otra vez por las tropas realistas durante la Revolución inglesa. Fue tomado por las Tropas parlamentaristas tras el sitio de 1646. Posteriormente la fortaleza fue parcialmente demolida con pólvora para impedir su futuro uso.